# Джеймс Уистлър
Джеймс Абът Макнийл Уистлър (на английски: James Abbott McNeill Whistler) е художник от американски произход, работил в Париж и Лондон.

## Биография
Роден е на 10 юли 1834 г. в Лоуъл.
През 1855 г. Уистлър заминава за Париж, за да стане художник, но освен това става известен и като денди и се ползва с успех сред жените. Познавал е Курбе, Бодлер, Мане, Моне и Дега и се сприятелява с Анри Фантен-Латур. Картината му Symphony in White, No. 1: The White Girl (1862) предизвиква сензация на Салона на отхвърлените (1863), но остава в сянката на Le Déjeuner sur l’Herbe на Мане.
Умира на 17 юли 1903 г. в Лондон.
Джеймс Уистлър има важна роля за импресионистите, въпреки че не е част от тях и предпочита сивите тонове.

## Галерия
- Ноктюрни
- Ноктюрно, 1870 – 1877
- Ноктюрно в синьо и сребърно, 1871
- Ноктюрно в синьо и златно: стария мост в Батърсий, 1872
- Ноктюрно в сиво и златно – Уестминстърския мост, 1874
- Амстердамско ноктюрно, 1883 – 1884

- Портрети
- Автопортрет, 1865
- Аранжировка в сиво и черно. Майката на художника, 1871
- Аранжировка в сиво и черно 2: Портрет на Томас Карлайл, 1872 – 1873
- Портрет на лейди Мие, 1881
- Аранжировка в телесен цвят и черно: Портрет на Теодор Дюре, 1883